# Félix-Antoine Savard
Félix-Antoine Savard (Québec, 31 agosto 1896 – Québec, 24 agosto 1982) è stato uno scrittore canadese.
Sacerdote dal 1922 e docente all'università di Laval dal 1943, la sua opera più celebre è il poetico romanzo Martino e il povero (1959), ma scrisse anche drammi e raccolte liriche.